# Nicolas Penner
Nicolas Penner (České Budějovice, 19 giugno 2001) è un calciatore ceco, centrocampista dello Mladá Boleslav.

## Biografia
È figlio dell'ex calciatore Miloslav Penner.

## Caratteristiche tecniche
Di ruolo regista, può essere impiegato anche come mezzala.

## Carriera

### Club
Ha iniziato a giocare a calcio nelle giovanili di Dyn. Č. Budějovice e Sparta Praga, per poi entrare a far parte del vivaio della Juventus nel 2017. Con i bianconeri ha giocato nell'Under-17 per una stagione ed in Primavera nelle successive due, debuttando anche in UEFA Youth League, ma la sua esperienza è stata segnata da un grave infortunio patito nell'ottobre del 2019 che lo ha tenuto lontano dai campi di gioco per oltre un anno e mezzo.
Rimasto svincolato nell'estate del 2020, dopo oltre un anno senza club nel luglio del 2021 ha iniziato ad allenarsi con la Dyn. Č. Budějovice, che il 9 agosto seguente lo ha tesserato ufficialmente. Ha debuttato in prima squadra il 2 aprile 2022 nell'incontro di 1. liga pareggiato 2-2 contro il Trinity Zlín. Il 4 luglio del 2023 ha cambiato squadra firmando con lo Slovan Liberec, con cui ha segnato il suo primo gol in carriera il 10 febbraio 2024, contro il Sigma Olomouc. Il 4 settembre seguente ha firmato con il Mladá Boleslav.

### Nazionale
Ha giocato nelle nazionali ceche Under-16, Under-17, Under-18 ed Under-19.

## Statistiche

### Presenze e reti nei club
Statistiche aggiornate all'11 marzo 2025.
| Stagione              | Squadra               | Campionato            | Campionato | Campionato | Coppe nazionali | Coppe nazionali | Coppe nazionali | Coppe continentali | Coppe continentali | Coppe continentali | Altre coppe | Altre coppe | Altre coppe | Totale | Totale | Totale |
| Stagione              | Squadra               | Comp                  | Pres       | Reti       | Comp            | Pres            | Reti            | Comp               | Pres               | Reti               | Comp        | Pres        | Reti        | Pres   | Reti   |        |
| --------------------- | --------------------- | --------------------- | ---------- | ---------- | --------------- | --------------- | --------------- | ------------------ | ------------------ | ------------------ | ----------- | ----------- | ----------- | ------ | ------ | ------ |
| 2021-2022             | Dyn. Č. Budějovice    | 1L                    | 5          | 0          | CRC             | 0               | 0               | -                  | -                  | -                  | -           | -           | -           | 5      | 0      |        |
| 2022-2023             | Slovan Liberec        | 1L                    | 19         | 0          | CRC             | 4               | 0               | -                  | -                  | -                  | -           | -           | -           | 23     | 0      |        |
| 2023-2024             | Slovan Liberec        | 1L                    | 13         | 1          | CRC             | 2               | 0               | -                  | -                  | -                  | -           | -           | -           | 15     | 1      |        |
| Totale Slovan Liberec | Totale Slovan Liberec | Totale Slovan Liberec | 32         | 1          |                 | 6               | 0               |                    | -                  | -                  |             | -           | -           | 39     | 1      |        |
| 2024-2025             | Mladá Boleslav        | 1L                    | 8          | 0          | CRC             | 2               | 0               | UECL               | 0                  | 0                  | -           | -           | -           | 10     | 0      |        |
| Totale carriera       | Totale carriera       | Totale carriera       | 45         | 1          |                 | 8               | 0               |                    | 0                  | 0                  |             | -           | -           | 53     | 1      |        |